# Brotherhood of Man
Brotherhood of Man — британская поп-группа, победившая на конкурсе Евровидение в 1976 году.
Образована в 1969 году композитором и продюсером Тони Хиллером, который для записи своей песни Where Are You Going To My Love пригласил уже известного певца Тони Берроуза и издал эту запись под маркой Brotherhood of Man. После этого он сформировал группу в составе Лоретты Хоблет, Джойса Смита, Чарлза Миллса и Дэвида Хантера, в исполнении которых песня United We Stand заняла 10-е место в британском и 13-е — в американском хит-парадах. В 1973 году после неудачной попытки пробиться на конкурс «Евровидение» группа была распущена. Через год группа была собрана в новом составе: Ники Стивенс, Сандра Стивенс, Мартин Ли, Ли Шериден. В 1976 году данный состав группы одержал победу на Евровидении с песней Save Your Kisses For Me, после чего она шесть недель подряд находилась на первом месте в британских чартах. Помимо этого, песня заняла лидирующую строчку в хит-парадах 33 стран, а общее число проданных копий достигло 6 млн экземпляров.
Дальнейшая карьера группы, продолжающаяся до настоящего времени, была менее успешной.

## Дискография
- 1970 — United we stand [Deram]
- 1972 — We’re the Brotherhood of Man [Deram]
- 1973 — The world of the Brotherhood of man [Decca]
- 1974 — Good Things Happening [Dawn]
- 1976 — Love and kisses [Pye]
- 1977 — Oh, boy! [Pye]
- 1977 — Images [Pye]
- 1978 — «B» For Brotherhood [Pye]
- 1979 — Higher than high [Pye]
- 1979 — Singing a song [Pye]
- 1980 — Sing 20 number one hits (сборник) [Warwick]
- 1983 — Lightning flash [EMI]
- 1983 — The best of Brotherhood of man (сборник)
- 1992 — Very best of Brotherhood of man (сборник)

## Синглы
Выборочно. Только синглы, занимавшие места в чартах.
- United We Stand — (1970)
- Where Are You Going To My Love — (1970)
- Reach Out Your Hand — (1971)
- Lady — (1974)
- Kiss Me, Kiss Your Baby — (1975)
- Save Your Kisses For Me — (1976)
- My Sweet Rosalie — (1976)
- Oh Boy (The Mood I’m In) — (1977)
- Angelo — (1977)
- Highwayman — (1977)
- Figaro — (1978)
- Beautiful Lover — (1978)
- Middle Of The Night — (1978)
- Papa Louis — (1979)
- Lightning Flash — (1982)